# Leonardo Rosales
Leonardo Rosales (Buenos Aires, 5 de noviembre de 1792-1836) fue un marino argentino que durante la Guerra de Independencia de la Argentina luchó en la Campaña Naval de 1814. Combatió en las guerras civiles argentinas y en la Guerra con el Imperio del Brasil.

## Biografía

### Guerra de Independencia
Nació en Buenos Aires el 5 de noviembre de 1792, hijo del comerciante Manuel Rosales y de María del Tránsito Catalán, vecinos de esa ciudad.
Tras abandonar sus estudios en el Real Colegio de San Carlos comenzó a navegar en el tráfico fluvial con embarcaciones de su padre. En 1812 prestó servicio en los lanchones corsarios de la naciente Marina del Estado participando en varios combates.
En marzo de 1814, ya iniciada la Campaña Naval de 1814, figuraba ya con el cargo de "dispensero" en la Sumaca Santísima Trinidad, destinada al patrullaje del Río de la Plata. El 28 de marzo de 1814, en el paraje conocido como Arroyo de la China participó del combate contra la escuadrilla realista al mando de Jacinto de Romarate. Allí sirvió una pieza de a 6. Por su comportamiento fue ascendido a "Quarter Gunner" (cabo de cañón). Participó luego del Combate naval del Buceo y el 17 de mayo en el Combate Naval de Montevideo

### Las guerras civiles
En 1815 sirvió como sargento artillero en el Bergantín Aranzazú las escuadrillas fluviales de las expediciones de Buenos Aires contra Santa Fe.
En 1816 al mando de la cañonera Murciana participó de una nueva expedición en el curso de la cual, habiendo varado, fue capturado por fuerzas artiguistas y de Estanislao López. En 1817 tras ser liberado fue sometido en Buenos Aires a un Consejo de Guerra del que salió absuelto, y recibió el mando de la Cañonera Luisa y meses después de la Goleta Invencible. Al finalizar el año se lo designó segundo comandante del Bergantín Belén, bajo el mando del capitán de Marina Bartolomé Cerretti. En 1819 asumió con el grado de teniente el comando del navío hasta solicitar la baja del servicio en octubre de ese año.
En 1820 volvió al servicio al mando de la Goleta Invencible, que estaba para ese entonces en pésimas condiciones. Forzado a fondear en Martín García fue acusado de rehuir el combate, puesto preso y dado de baja, situación que se corrigió en 1821.
El 21 de abril de 1821 al mando del Lanchón N.º 7 participó de la escuadrilla organizada por Matías de Zapiola para enfrentar al gobernador de Entre Ríos Francisco Ramírez. En esa campaña le fue encargado su primer mando independiente como responsable de la "División Lanchones" y regresó con el rango de Capitán. En la Batalla de Colastiné, del 26 de julio, derrotó a Manuel Monteverde en el río Paraná, frente a la ciudad de Santa Fe.
El 28 de febrero de 1822 fue designado capitán del Puerto de la Ensenada.
A fines de 1823 fue abandonado y acusado de infidelidad por su esposa Dolores Arrascaeta, lo que tomó estado público, incluyendo la intervención del Gobernador y el Obispo.

### Guerra en Brasil
En 1825 la situación política con el Imperio de Brasil que había nacido a la vida independiente con la Banda Oriental como parte de su territorio, fue deteriorándose con rapidez. Rosales estableció desde su puesto un sistema de vigilancia en la costa bonaerense entre Punta Indio y Quilmes. En agosto debió hacer una salida con una falúa que había artillado con un cañón de a 4 contra dos cañoneras brasileras que perseguían un mercante.

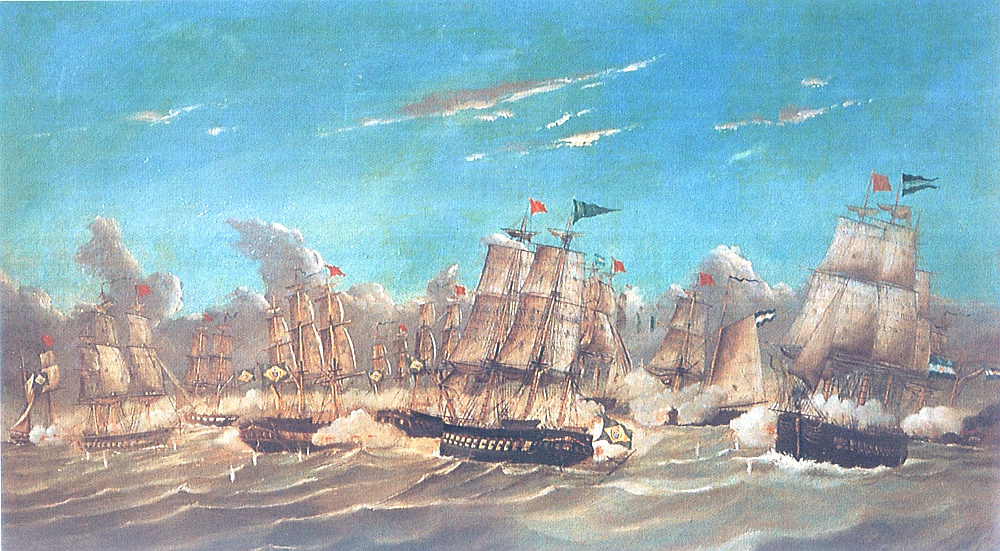
Combate de Punta Collares.

Ante la guerra inminente fue puesto al mando de la recientemente construida Cañonera N.º 6 y participó del Combate de Punta Collares. Después del combate, fue designado capitán del Bergantín General Belgrano, nave lenta y de pesada maniobra. El 25 de febrero participó del asalto a Colonia del Sacramento pero el buque varó y recibió fuego constante desde tierra y mar hasta que el 28 se partió en dos.
Brown recibió de refuerzo seis cañoneras que dividió en dos grupos al mando uno de Leonardo Rosales (Cañonera N.º 1 a su mando directo y N.º 4 y 6 bajo los de Carlos Robinson y Jaime Kearnie) y el otro de Tomás Espora.
Ambos participaron de un golpe de mano en la ciudad, pero detenidos en el muelle fueron desalojados tras un sangriento combate en el que se perdieron las cañoneras 4,6 y 7, la mayor parte de sus tripulaciones fue muerta o herida. No obstante consiguieron llegar hasta el Bergantín Real Pedro, buque insignia de la fuerza brasileña, e incendiarlo. Rosales mismo fue herido en la operación.
Después de Colonia, recibió el mando de la recién adquirida Goleta Río de la Plata, con la que efectuó algunos bombardeos sobre Colonia, participó del frustrado intento de captura de la Fragata Emperatriz en la bahía de Montevideo y efectuó numerosas operaciones de convoy.
El 11 de junio de 1826 tomó parte en la fase final del Combate de Los Pozos. Continuó a cargo de las operaciones de convoy, misión de la que constantemente pidió ser trasladado a mandos de combate.

### Quilmes

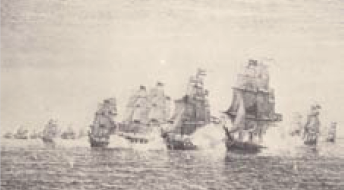
Combate de Quilmes.

El 30 de julio de 1826 participó del Combate de Quilmes. En la noche aprovechando el viento favorable Guillermo Brown se deslizó con la 25 de Mayo al mando de Espora entre la flota enemiga y le descargó dos andanadas desmantelando una corbeta. El resto de los buques de la Escuadra no se había unido al ataque, salvo la goleta Río al mando de Rosales que siguió a la capitana haciendo fuego con su único cañón.
Durante tres horas las dos naves afrontaron y respondieron el fuego de 22 naves enemigas. A medianoche Brown se retiró a sus líneas pero sin fondear y apenas amaneció se lanzó al ataque con todas sus fuerzas pero ambas escuadras desorganizaron sus líneas.
En el combate Brown dijo a Espora alabando la conducta de Rosales "¡Aquel muchacho sabe pelear bien!", y cuando debido a los enormes daños de la 25 de Mayo tuvo que trasladar su insignia a la República respondió al saludo de su capitán con la frase: "Míster Clark, siento tanto verlo con nuestro uniforme como al frente de este buque. Salga usted de mi presencia, porque no reconozco más valientes que Brown, Espora y Rosales!".
La Río había agotado ya sus tiros debiendo usar sus camisas para aprovechar la pólvora suelta. Finalmente regresaron al combate los navíos Congreso, Independencia y Sarandí con lo que la 25 de Mayo remolcada por cañoneras y la Río pudieron retirarse. Las bajas en esta última superaban la mitad de sus efectivos.

### Etapa final de la guerra

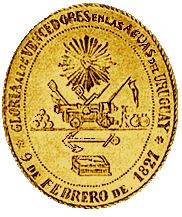
Medalla a los Vencedores de Juncal.

En agosto de 1826 Rosales era designado Comandante de la Bahía, con asiento a bordo del Bergantín Independencia fondeado en balizas, con la responsabilidad de organizar los convoyes con destino al Ejército Argentino en Operaciones en territorio de Uruguay y Brasil.
El mando fue breve, quedando como segundo de Espora cuando este se recuperó de sus heridas.
Cuando Brown decidió acabar con la Tercera División Imperial Brasilera que operaba en el Río Uruguay Rosales fue designado nuevamente Comandante de la Bahía de Buenos Aires, al mando de las naves restantes de la flota (los bergantines Independencia y República, la barca Congreso y cuatro cañoneras) con el objetivo de cubrir la ciudad ante un posible ataque imperial.
Después de la Batalla de Juncal Rosales fue condecorado con el "Escudo a los Vencedores del Juncal".
En abril del 1827 fue designado Jefe de la División Goletas (cuatro goletas y cuatro cañoneras) y el mando directo de la Goleta 9 de Febrero, de 8 cañones. A su mando participó del Combate de Ensenada (1827) del 5 de junio, una salida contra la División Bloqueo de la Escuadra Brasilera.

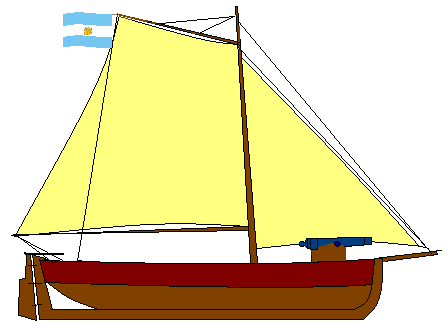
Cañonera, 1827.

El 7 de diciembre Rosales participó de un combate de Punta Lara al mando de cuatro cañoneras enfrentando a la Fragata Emperatriz. El 15 de enero de 1828 combatió nuevamente con sus cañoneras en el banco de Monte Santiago.
Participó luego de la Corte Marcial que enjuició a los responsables del asesinato del comandante de la Goleta Guanaco y condenó a muerte al asesino.
El 21 de febrero Brown con la 9 de febrero de Rosales y la 8 de Febrero de Espora atacó audazmente a la flota brasilera fondeada en Montevideo.
En junio la 9 de Febrero participó de un nuevo encuentro con la División Bloqueo en cercanías de Punta Lara en apoyo del bergantín corsario General Brandsen del capitán De Kay. Sería su última acción de combate en la guerra.
Se le encomendó el mando de la recién adquirida goleta mercante Francis, rebautizada Goleta Convención. Recibida en el Puerto de El Salado en la costa bonaerense, una vez armada se le encomendó viajar a Carmen de Patagones para trasladar los efectivos allí apostados. En esa ciudad recibió la noticia de la aceptación de los términos de la Convención de Río de Janeiro y consecuente fin de la guerra.

### División Fluvial de Buenos Aires

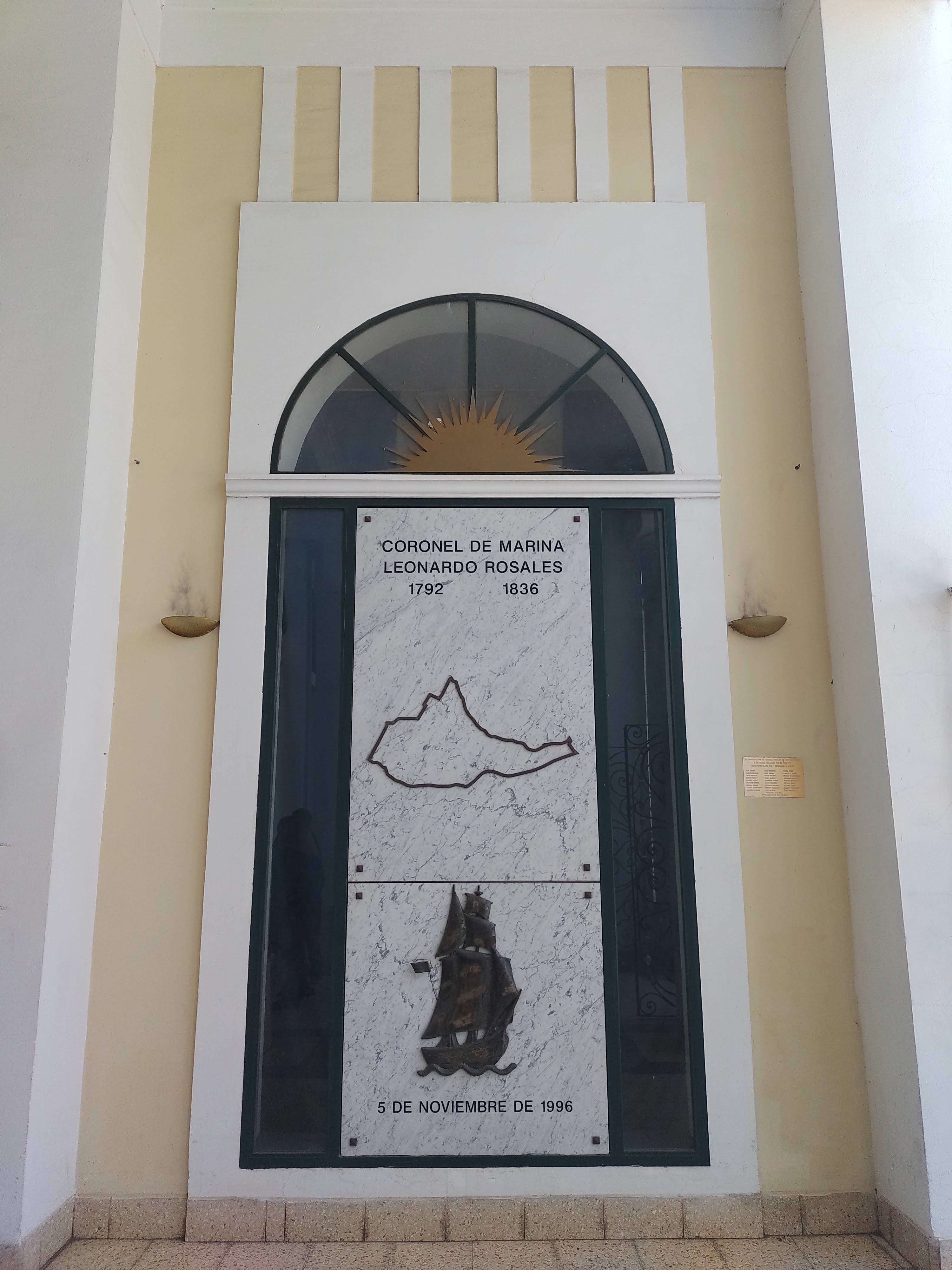
Mausoleo con los restos del Coronel Leonardo Rosales en Punta Alta.

Con el fin de la guerra se reanudaron los conflictos civiles. Rosales apoyó tempranamente la asonada del General Juan Lavalle y fue nombrado Coronel y comandante de la División Fluvial de Buenos Aires, con insignia en la goleta Sarandi. A su mando enfrentó por el control de la boca del río Paraná el hostigamiento de las fuerzas costeras del gobernador santafecino Estanislao López.
Posteriormente fue enviado con una fuerza expedicionaria al mando del coronel Isaac Thompson para remontar la costa bonaerense y tras bombardear la Villa del Rosario, tomó por asalto la ciudad de San Pedro.
Cuando se hizo cargo del gobierno Juan Manuel de Rosas, los marinos  bonaerenses que habían formado en las filas del Partido Unitario fueron separados. Rosales fue así incluido en la "Lista de Jefes perjudiciales por sus opiniones y conducta", y pasado a la Plana Mayor Inactiva del Ejército, sin cargo efectivo y a medio sueldo.

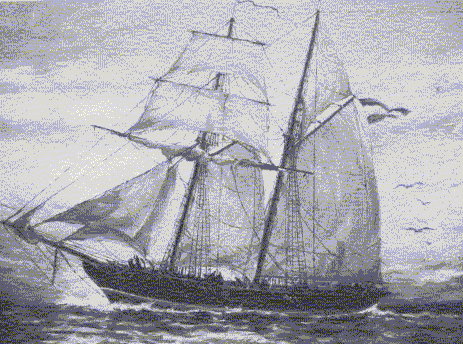
Goleta Sarandí.

En la madrugada del 16 de septiembre de 1830 liderando un pequeño grupo tomó por asalto la Sarandí que se encontraba en puerto para la carga de materiales de guerra con destino a las fuerzas federales, aprovechando que su capitán, José María Pinedo, y la mayor parte de la tripulación se encontraba de franco en tierra.
Perseguido por una escuadrilla al mando de su antiguo camarada de la guerra con Brasil, John Halstead Coe, llegó a desembarcar la carga para el ejército de Lavalle, varar la nave y huir en una goleta mercante.
Marchó al exilio en la Banda Oriental afincándose en el puerto de Las Vacas, donde hacía salidas menores con lanchones armados. Murió el 20 de mayo de 1836.
Sus restos fueron repatriados en 1996 y reposan definitivamente en la Iglesia matriz de la ciudad bonaerense de Punta Alta, cabecera del Partido que lleva su nombre.